# Roppongi Hills Mori Tower
Roppongi Hills Mori Tower (яп. 六本木ヒルズ森タワー роппонги хирудзу мори тава:) — многофункциональный небоскреб, расположен в квартале Роппонги токийского специального района Минато. Строительство небоскреба было завершено в 2003 году, в настоящий момент он является пятым зданием по высоте в Токио и возвышается на 238 метров. В этом здании находятся многочисленные офисы, магазины, рестораны. На 53-м этаже расположен музей Mori Art, а на 52-м и 54-м этажах для туристов открыты смотровые площадки. В этом здании находится штаб-квартира компании Mori Building.
Башня в разное время находилась в центре нескольких скандалов. В 2004 году шестилетний мальчик был убит одной из вращающихся дверей здания. После полицейского расследования трое мужчин были осуждены за профессиональную халатность, приведшей к смерти мальчика. Позже, после пожара в одном из лифтов здания, была предложена общенациональная проверка лифтов.

## Коммерческая деятельность в Mori Tower
Как многофункциональный объект 54-этажная башня используется для торговых и офисных помещений. Первые шесть этажей башни занимают магазины и рестораны.

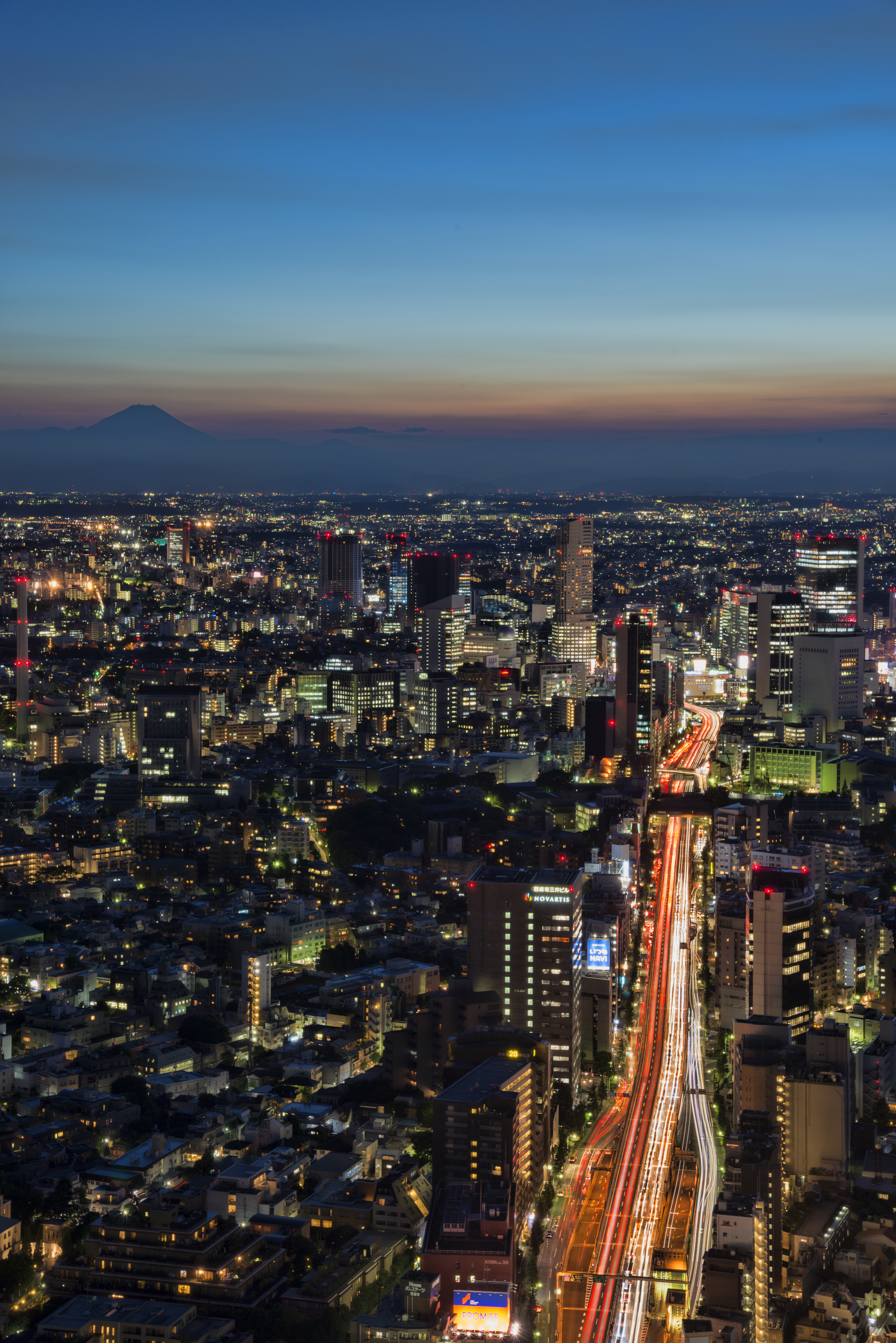
Вид на закат над районом Сибуя и Фудзиямой со смотровой площадки на 52-м этаже

### Центр и музей Mori Arts
Центр Mori Arts расположен на этажах с 49 по 54. Этот центр служит для привлечения туристов, будучи расположенным на шести верхних этажах одного из высочайших зданий Токио. Библиотека и клуб расположены на этажах 49 и 51 соответственно. Посетителей выводят на смотровые площадки на 52-м и 54-м этажах. С открытием в октябре 2003 года музей Mori Art является центром Mori Arts Center. Его интерьер был разработан фирмой Gluckman Mayner Architects и изначально занимал весь 53-й этаж, а также часть 52-го этажа. Однако музей 52-й этаж так и не занял. Уроженец Великобритании Дэвид Эллиотт работал в качестве директора музея, пока не ушёл в отставку в конце 2006 года, и тогда Фумио Нандзё вступил в должность. Этот музей является одним из мест в Токио, где процент иностранных посетителей сопоставим с Токийским национальным музеем, но в общей сложности он привлекает меньше посетителей.

### Арендаторы офисов
От 7 до 48 этажа площади здания занимают арендаторы. Среди них:
- Allen & Overy (38 этаж)
- Barclays и Barclays Investment Bank (31 — 33 этажи)
- Booz & Company (27 этаж)
- Goldman Sachs (42 — 48 этажи)
- Google (26 — 28 и 30 этажи)
- Morgan, Lewis & Bockius LLP (24 этаж)
- Nokia Solutions and Networks (29 этаж)
- TMI Associates и Simmons & Simmons (23 этаж)
- The Pokémon Company (18 этаж)[6]
- Salesforce.com (39 этаж)

С завершением строительства Midtown Tower в 2007 году бывшие арендаторы, такие как Konami и Yahoo! Japan, переехали в новую башню. Японский интернет-провайдер Livedoor также освободил площадь после обысков в январе 2006 года в результате ареста двух руководителей компании. До своего банкротства Lehman Brothers также занимали площадь в башне.

## Инциденты

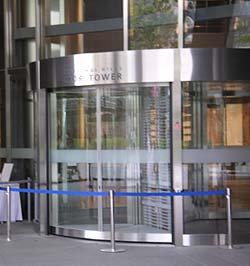
Вращающаяся дверь после инцидента 2004 года

### Несчастный случай в 2004 году
Во время экскурсии по башне утром 26 марта 2004 года шестилетний Рё Мидзокава был убит вращающейся дверью в здании, у главного входа на второй этаж. Голова мальчика попала между вращающейся дверью и внешней рамой. Он умер через два часа после поступления в больницу. На дверях изначально был установлен датчик безопасности движения для обнаружения предметов высотой 80 сантиметров. Эта высота была изменена до 135 сантиметров. После инцидента выяснилось, что 32 людям в течение года был причинен вред дверью. В результате внесудебного урегулирования семья мальчика получила компенсационную выплату от компании Mori Building.
В марте 2005 года прокуратура обвинила трех человек в профессиональной халатности, повлекшей смерть: старших руководителей Mori Building Co. Юдзо Таду и Юкихиро Кояму, а также исполнителя от производителя двери, Хисанобу Кубо. Прокуратура утверждала, что руководители Mori Building не позаботились о мерах безопасности после предыдущих инцидентов, ссылаясь на порчу внешнего вида входа башни. Все трое признали себя виновными в предъявленных обвинениях, и в сентябре они получили по сроку лишения свободы на 10 месяцев, 10 месяцев и 14 месяцев, соответственно.

### Пожар в 2007 году
4 апреля 2007 года в системе лифтов в башне произошёл пожар, уничтоживший часть башни и двигатель, а также заставивший сотни людей покинуть здание. Согласно производителю лифта Otis Elevator Company, был поврежден кабель, что вызвало искру, способную разжечь огонь. После пожара стало известно, что Otis знал о том, что кабели у лифта в башне — ржавые ещё с января 2005 года. Этот инцидент породил общенациональную инспекцию японских лифтов. Было осмотрено приблизительно 260 000 лифтов, из них проблемными оказались 813 лифтов.